# تنصير آيسلندا

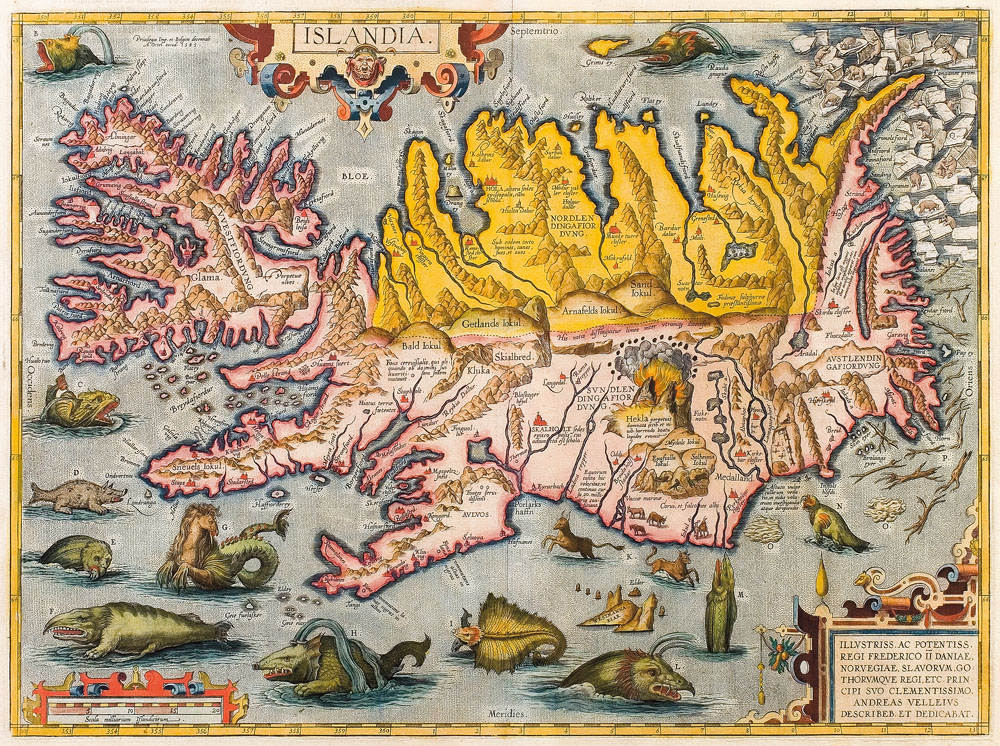

نُصّرت آيسلندا في عام 1000 ميلادي، عندما أصبحت المسيحية الدين الذي يستخدمه القانون. في الآيسلندية، يُعرف هذا الحدث باسم كريستنيتاكا (حرفيًا، «اتخاذ المسيحية»).
كانت الغالبية العظمى من المستوطنين الأوائل خلال استيطان آيسلندا في القرنين التاسع والعاشر الميلاديين من الوثنيين، ويعبدون إيسر (من الأساطير الإسكندنافية). منذ مطلع عام 980، زار آيسلندا العديد من المبشرين المسيحيين الذين لم يحالفهم النجاح. ولكن عندما اعتلى أولاف تريغفاسون (الذي اعتنق المسيحية في عام 998 تقريبًا) العرش النرويجي، كان هناك الكثير من معتنقي المسيحية آنذاك، وسرعان ما قسم الدينان المتنافستان البلاد وهددا باندلاع حرب أهلية.
بعد اندلاع الحرب في الدنمارك والنرويج، عُرضت المسألة للتحكيم في ألثينغي. اقترح المتحدث باسم القانون والوثني ثورجير ثوركلسون «قانون واحد ودين واحد»، وبعد ذلك أصبحت المعمودية واعتناق المسيحية أمرًا إلزاميًا.

## البعثات التبشيرية
منذ بداية عام 980، زار آيسلندا العديد من المبشرين. يبدو أن أوائل المبشرين كانوا آيسلنديين عائدين من الخارج، وأحدهم ثورفالد كونرادسون. رافق ثورفالد أسقف ساكسوني يُدعى فريدريك، الذي لا يوجد عنه سوى القليل من المعلومات، ولكن يُقال إنه عمّد ثورفالد. لاقت محاولات ثورفالد في دعوة الآيسلنديين لاعتناق المسيحية نجاحًا محدودًا. كان والده كونراد أول من اعتنق المسيحية وتبعته عائلته لاحقًا. زار هو والأسقف مناطق مختلفة قبل وصولهما إلى ألثينغي، إلا أن محاولاتهما قوبلت بالسخرية وإهانة نصوص سكالديك. قتل ثورفالد رجلين، واستمرت النزاعات بين أتباع ثورفالد والوثنيين. غادر ثورفالد آيسلندا عام 986 في بعثة إلى أوروبا الشرقية حيث قيل إنه مات بعد فترة وجيزة.

## الضغوطات التي مارسها ملوك النرويج
عندما اعتلى أولاف تريغفاسون عرش النرويج، اشتدت الجهود الرامية إلى تنصير آيسلندا. أرسل الملك أولاف آيسلنديًا يُدعى ستيفنير ثورغيلسون إلى وطنه لدعوة مواطنيه إلى اعتناق المسيحية. دمر ستيفنير بعنف المقدسات وصور الآلهة الوثنية؛ جعله هذا التصرف قليل الشعبية حتى أعلن في النهاية خروجه عن القانون. بعد فشل ستيفنير، أرسل أولاف كاهنًا يُدعى ثانغبراند. كان ثانغبراند مبشرًا متمرسًا، إذ بشر في النرويج وجزر فارو. لاقت مهمته في آيسلندا منذ 997-999 تقريبًا نجاحًا جزئيًا فقط. تمكن من تنصير العديد من زعماء القبائل الآيسلنديين البارزين، لكنه قتل رجلين أو ثلاثة خلال هذه العملية. عاد ثانغبراند إلى النرويج في عام 999 وأبلغ الملك أولاف بفشله، ما دفعه فورًا إلى اتخاذ موقف أكثر عدوانية تجاه الآيسلنديين. رفض دخول البحارة الآيسلنديين إلى الموانئ النرويجية وأخذ العديد من الآيسلنديين رهائن، ثم أقاموا في النرويج. أدى هذا إلى قطع جميع التبادلات التجارية بين آيسلندا وشريكتها التجارية الرئيسية. كان بعض الرهائن الذين احتجزهم الملك أولاف أبناء زعماء قبائل آيسلندية وهدد الملك بقتلهم ما لم يقبل الآيسلنديون المسيحية. في القرن الحادي عشر، سجلت المصادر الآيسلندية ثلاثة أساقفة من الأرمن، وهم بتروس وأبراهام وستيفانوس، بصفتهم مبشرين مسيحيين في آيسلندا. فُسر وجودهم لخدمة هارلد الثالث ملك النرويج (1047-1066) باعتباره من فارانجي من القسطنطينية، حيث التقى أرمنًا يخدمون في الجيش الإمبراطوري البيزنطي.
كانت السياسة الخارجية المحدودة للكومنولث الآيسلندي تتألف بالكامل تقريبًا من الحفاظ على علاقات جيدة مع النرويج. استخدم المسيحيون في آيسلندا ضغوط الملك لتكثيف جهودهم في الدعوة. وسرعان ما قسم الدينان المتنافستان البلاد وهددا باندلاع حرب أهلية.